# غراهام كولتون
غراهام كولتون (بالإنجليزية: Graham Colton)‏ هو كاتب أغاني أمريكي، ولد في 6 نوفمبر 1981 في أوكلاهوما سيتي في الولايات المتحدة.

## وصلات خارجية
- الموقع الرسمي
- غراهام كولتون على موقع ميوزك برينز (الإنجليزية)
- غراهام كولتون على موقع ديسكوغز (الإنجليزية)